# Berliet PLB 8
Le Berliet PLB 8 est un autocar construit par la marque française Berliet entre 1952 et 1957. Il était carrossé par Gangloff.

## Historique

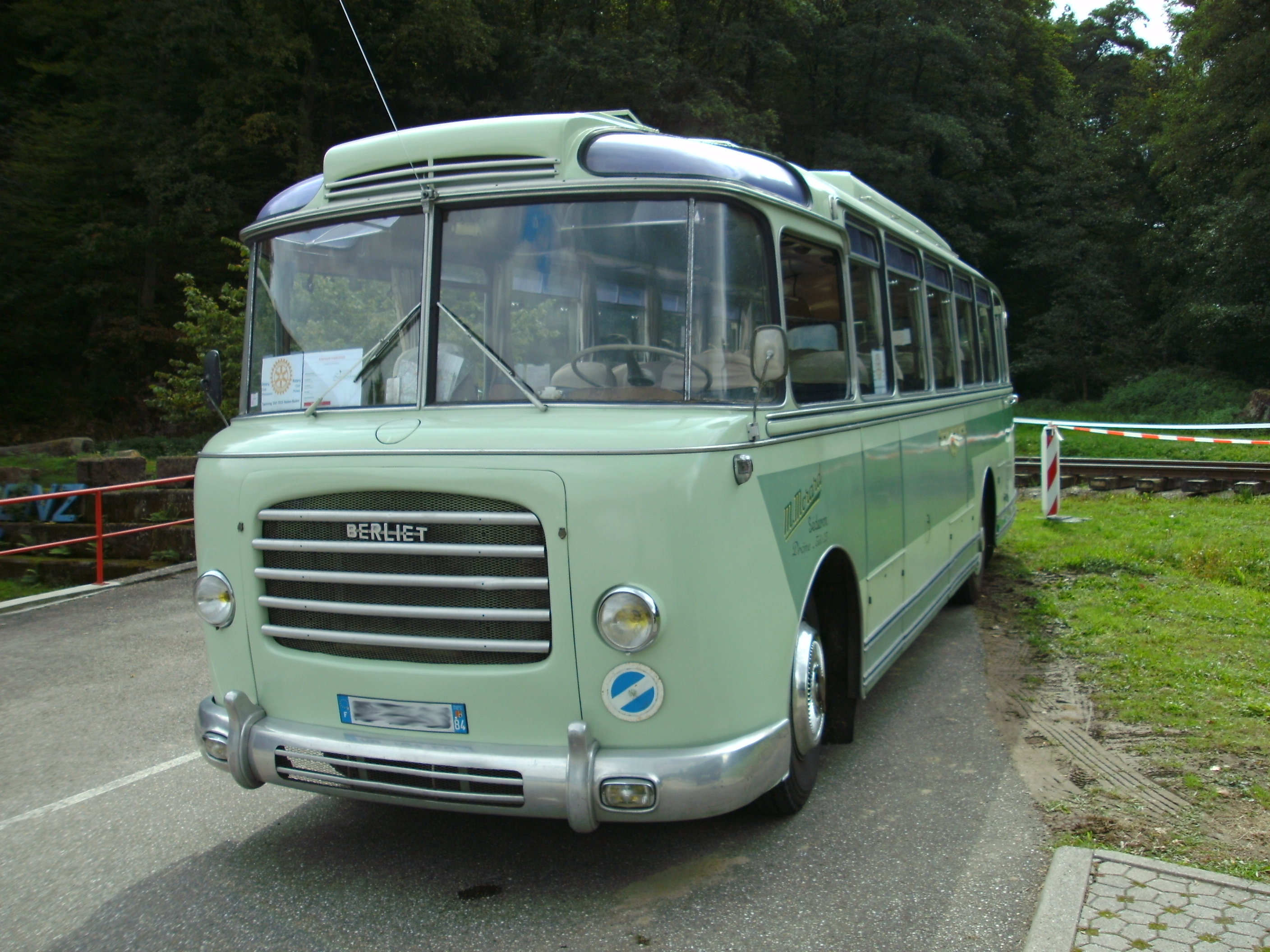
Berliet PLB